# Беккедорф
Беккедорф (нем. Beckedorf) — община в Германии, в земле Нижняя Саксония.
Входит в состав района Шаумбург. Подчиняется управлению Линдхорст. Население составляет 1533 человека (на 31 декабря 2010 года). Занимает площадь 9,83 км².
| Год  | Население |
| ---- | --------- |
| 1990 | 1541      |
| 1995 | 1517      |
| 2000 | 1512      |
| 2005 | 1596      |
| 2010 | 1539      |